# 宇宙の騎士テッカマン
『宇宙の騎士テッカマン』（うちゅうのきしテッカマン、英語表記:Tekkaman, The Space Knight）は、タツノコプロ制作のSFアニメ。1975年7月2日から12月24日にかけて、NETテレビ（現・テレビ朝日）にて放送。全26話。

## 概要
『新造人間キャシャーン』『破裏拳ポリマー』に続く、タツノコSFアクションヒーロー第3弾。主人公の南城二が変身するヒーロー「テッカマン」は、中世の鉄仮面をモチーフとしている。監督は前半を笹川ひろし、後半を鳥海永行が務めた。制作当時の大ヒット映画『日本沈没』や『ノストラダムスの大予言』などに代表される終末ブームと、公害などの社会問題といった様々なテーマがストーリーに絡む、シリアスな作品である。映像面では、舞台である宇宙の無重力を表現するために慣性を活かした殺陣、エアーブラシを使用した特殊効果、『タイムボカン』と同じくスキャニメイトによる画像変形技術をオープニングに採用し、かけ声にエコーをかけるなど音声面でも工夫を凝らした意欲的な作りとなっている。当初は前年に終了した「科学忍者隊ガッチャマン」の続編となる「宇宙ガッチャマン」として企画されたが、キー局がフジテレビからＮＥＴに変わったため断念され別作品としての製作となった。
第11話「失われた宇宙船」は傑作エピソードとして名高い。
しかし、前年の他社のテレビアニメ『宇宙戦艦ヤマト』が打ち切りになったように、宇宙モノを当てるのは難しいという当時のアニメ業界のジンクスを破ることはかなわず、本作も半年で打ち切りとなった。最終話は、敵の集団ワルダスターの巨大宇宙要塞に雄叫びを上げて決戦に挑むテッカマンの姿で終了し、結末は描かれていない。
1年間の予定で構成されたストーリーが本格的に動く前に終了したことから多くの謎が残されたが、1990年代にパイオニアLDCが発売したLD-BOXの解説書には第3クール以降の構成案も掲載されており、これによって本来の最終話までのストーリー進行と謎の一部が明かされている。構成案によると、第27話からはリープ航法で人類の移住先探索に旅立ったテッカマン一行とワルダスター艦隊の新たな闘いが、大宇宙における未知の自然現象を交えながら描かれる予定だった。また、第1話で死亡したと思われていた城二の父がワルダスター側のテッカマンとして現れ、悲劇の親子対決を繰り広げるほか、ワルダスターを率いる宇宙帝王ドブライの正体は「全宇宙の意志」ともいえる不滅の超生命体であることが明らかになり、「自らの母星を公害で滅ぼした地球人の宇宙進出は許されない」という終盤の展開も練られていた。その終局については、「激闘の末にワルダスター艦隊との最終決戦を制したテッカマン一行は人類の移住可能な惑星を遂に発見するが、その星の先住民は核戦争で死に絶えており、大地も荒廃して久しい状態だった。しかし、クリーン・アース計画を転用すれば復興可能である」という結末が、脚本の陶山智らによって構想されている。
17年後の1992年には当作の設定を換骨奪胎したテレビアニメ『宇宙の騎士テッカマンブレード』が製作され、本作が成し得なかった結末を描ききっている（ただし、設定や構想の一部が流用されはしたものの、まったく別の世界観に基づいて作られたため、続編ではない）。
2015年5月27日には、キングレコードよりBD-BOXが発売された。

## ストーリー
21世紀、人類は宇宙へ進出し始めていたが、地球はそれまでの環境破壊によって植物は死に絶え、数年後には死の世界になる運命だった。環境回復のために「クリーン・アース計画」を行ったものの、すでに地球の環境は回復不可能なレベルに達していた。宇宙開発センターの天地局長らは全人類を他の天体に移住させる計画を実行させるため、超光速航法（リープ航法）の開発に全力を注いでいた。
そんなタイムリミットの迫る地球に、宇宙征服を企む「悪党星団ワルダスター」が突如襲来、地球に総攻撃を開始する。主人公・南城二は天地局長が開発した身体能力を飛躍的に高める装置「テックセットシステム」で超人的能力を持つ「テッカマン」に変身し、ワルダスターの円盤群を退けることに成功する。そこへ特殊能力を持つ謎の男・アンドロー梅田が現れ、城二に地球人以外にもワルダスターに反逆する宇宙人がいることを教えるが、城二は頑なにそれを信じない。
しかし天地局長はアンドローの知識と能力を買い、城二とコンビを組ませる。最初は険悪だった二人だったが、しだいに互いを認め合うこととなる。それを見た天地局長は、開発センターの研究員であり娘でもあるひろみ、アンドローについて来た異星の生物・ムータン、テックセットシステムを内蔵したロボット・ペガスを加え「スペースナイツ」を結成、ワルダスターから人類を守る任務を命じた。だが、リープ航法が実現しなければ、ワルダスターを退けたとしても人類は滅んでしまう。スペースナイツはワルダスター撃退と共に、リープ航法を持つ宇宙船を無傷で手に入れる手がかりを掴もうとするが・・・。

## テックセットシステム
天地局長が開発した宇宙活動用のシステムが「テックセットシステム」である。このシステムは宇宙開拓をよりスムーズに進めるため、宇宙服なしでも真空の宇宙空間を活動できるように研究していたものを実用化したものである。そのシステムを使って肉体を強化した人間を「テッカマン」と呼ぶ。

### テッカマン
ペガス体内にあるテックセットシステムを使用し、人間の細胞を凝縮強化することで、あらゆる環境に対応できる超人「テッカマン」が誕生する。テックセット時には、次のプロセスを経る。
1. 「ペガス！テックセッター！」と城二が呼ぶ。ペガスが認識し「ラーサー！」と応える（これで脚部のセッタールームが開く）。
2. セッタールームに進入し、ステップに乗り、「パワーラップ！」と叫ぶと認識されセッタールームが閉じる。
3. セッタールームのターミナルグリップを握ると細胞を凝縮強化するために全身を鎖帷子が覆う。
4. 全身が強固なプロテクターに覆われる。
5. ボルテッカ（武装用エネルギー）が旋回しながら額にセットされる。
6. 装着完了後に特殊な高圧電流が全身に注入され細胞が凝縮強化・プロテクターがカラーへ変わる。この結果、プロテクターに覆われる時に目に装着した黄色のグラスに反射して映る瞳の瞳孔が消える（この高圧電流が通電すると共に細胞強化するが、ペガスの波長が合わない者は大やけどを負うか焼死する。しかも適合する人間は極一部であることが分かっている）。

宇宙空間の活動を目的としているがスラスターの類はなく、専ら慣性移動を行うかペガス騎乗にて移動する。
テックセットシステムには改良の余地があり、テッカマンになるには特別な波長を受け入れられる体質と変身の苦痛に耐えうる強靭な精神力と体力が必要で、今の時点ではテッカマンになれるのはシステムに適合する極少数の限られた人間のみである（劇中では南城二以外に、ワルダスターにさらわれ操られた少年・ビリーが変身しているのみで、ワルダスターの兵士が実験で変身した際には適合せず黒焦げになっている）。城二やビリーがテッカマンに変身できたのも偶然であり、ビリーは「地球人だから変身できるだろう」という根拠のないワルダスター側の判断でテックシステムにかけられ、奇跡的にテッカマンに変身できた事が作中で語られている。適合のメカニズム自体不明な点が多く、城二は1回目のテッカマンへの変身後、変身の副作用で倒れている。また、テッカマンの変身時間には時間制限があり、一定時間を過ぎると肉体の細胞が崩壊してしまい適合者でも死んでしまう。宇宙パイロットとして鍛え上げられた城二の肉体も例外ではなく、37分33秒までしか肉体強化を維持することはできない（この数値もまた城二に限られており、他の適合者がどの位維持できるかは不明）。また、生涯テックセットしていられる時間も限られている（LD-BOX解説書に記載）。エネルギーが完全に尽きるとプロテクターは分解、仮死状態となってしまうが、時間制限内なら肉体強化が続いているため生身で宇宙空間に放り出されてもすぐに死ぬことはない。ただし、制限時間内にペガスの蘇生エネルギーを受けなければ死んでしまう。
主な武器は以下の通り。
テックランサー
手持ちの諸刃の槍。普段は右のホルスターに収納されており、戦闘時にはグリップから刃を出して使用する。ランサーは2つに分離して使うことも可能で、刀身の長さを調節することもできる。重量は不明だが、地球上ではテッカマン以外持つことが不可能とされており、ワルダスターの兵士2人がこのランサーを放られて、支えきれず床にめり込むシーンがある。
テックウィン
伸縮自在の鞭。使用しないときは左のホルスターに縮んだ状態で収められている。使用時にはグリップから高分子のワイヤーが飛び出し、敵戦闘機を絡めとったり、投げたランサーを回収するときなどに使われる。
テックスパー
踵に装備されている拍車。モチーフは乗馬時に靴に着ける拍車だが、ペガスへの指示には使わずに武器として使われる（ただしペガスに指示を出すときに拍車を回転させる描写がある）。切れ味は鋭く、主にフェイントや起死回生のときに使用する。
ボルテッカ
額に蓄えられているエネルギーを発射して敵を粉砕するテッカマン最強の技。ただしエネルギーを一気に放出するため体力の消耗も激しく、発射直後は無防備状態になる。必殺技であるボルテッカだが、テッカマンの弱点とも言える諸刃の剣である。
ボルテッカには以下のバリエーションがある。
ビームブレイク
第10話の偽ペガスと偽テッカマンの回で使用。それぞれの刃を引き離した状態のテックランサーにエネルギーを放ち、引き離していたランサー刃を引き戻しつつ広範囲にエネルギーを照射する技。撹乱用の人工ガスを吹き飛ばした。
大回転テックランサー
ランサーを回転させ、敵の頭上に放った後にボルテッカを放ち、拡散させて敵を倒す技。広範囲に拡散するため、周囲を囲むようにエネルギー波が照射され、敵に大ダメージを与える事ができる。
ボルテッカ三段返し
ボルテッカを3回連続発射し、一点集中攻撃を行う必殺技。「三段返し」の名前は、万一ボルテッカを跳ね返された際にボルテッカの連射で押し戻しつつターゲットを破壊する、という意味でつけられている。ボルテッカ3回分のエネルギーを一点に照射するため、破壊できないものは存在しないと言われている。テッカマンはボルテッカ3発分のエネルギーを備えてはいるものの、ボルテッカを連射すると適合者の命に関わる可能性があるため、今まで使用されることはなかった。しかし、鉄壁の防御力を持つシャンゲリラーにテックランサーとテックウィンを消滅させられてしまい、スペースナイツは窮地に陥ってしまう。覚悟を決めた城二は、禁断の必殺技「ボルテッカ三段返し」を使うことを決意、シャンゲリラーを破壊する事に成功したものの、エネルギーを使い果たした城二はシャンゲリラーの放ったビームで額を撃ち抜かれた影響により吹き飛ばされ、仮死状態のまま宇宙をさまよう事になってしまった。

## 主な登場人物

### スペースナイツ
南城二（みなみ じょうじ）
声 - 森功至
主人公。名前の由来は「南十字星」。テッカマンに変身できる数少ない人間。その能力を使い、地球を狙うワルダスターとの戦いに身を投じる。
元々直情的な性格の上に、考えが異なる場合は相手を暴力で屈服させようとする傾向があった。更には、父をワルダスターに殺害されたことが原因で異星人に対する偏見と憎悪が強く心に刻まれたため、復讐のためにテッカマンの力を使い戦おうとして天地に叱責されることもあり、当初はアンドローとも険悪だった。その異星人に対する悪感情が災いして第11話「失われた宇宙船」では地球と親交を結ぼうと来訪したユーコク星の宇宙船をワルダスターの一味だと決め付けて一刀両断し、唯一の生存者カレンを除き搭乗員を皆殺しにしてしまった。しかし、アンドローとの友情や善人の異星人とのふれあいによって憎しみが薄れてゆき、ワルダスターに支配された他の星も救いたいと考えるようになる。最終話で、リープ航法メカのテストと惑星探査を邪魔して地球を滅ぼそうとするランボスの襲撃を前に任務を仲間に託し、自身はブルーアース号がリープ航法に入るための時間稼ぎのために出撃した。
スペースナイツのリーダーであるが、テッカマンであるがゆえに切り込み隊長的役割を担う。
天地ひろみ（あまち ひろみ）
声 - 上田みゆき
天地局長の娘。城二の恋人でもある。宇宙開発センターで城二とともに働き、行動を共にしている事が多い。スペースナイツの一員になった後もその立場は変わらない。
一見おとなしそうに見えるが、実は正義感が強く、ワルダスターが潜入した事を信じてくれなかった少女を信じて現場へ突入したときもある。最終話では、戦場に残る城二を救うかリープに入るかという究極の選択を迫られるが、城二の心情を汲んだアンドローに諭され「第2の地球」を見つけるべく旅立った。
アンドロー梅田
声 - 山田康雄 / 野沢那智（タツノコファイト）
金髪の巨大なアフロヘアーが特徴のニヒルな男。スペースナイツ参加以前の私服は、ラテン系で纏められていた。名前の由来は「アンドロメダ（星雲）」。実はサンノー星人で、ワルダスターに移住船団を壊滅させられた生き残り。サンノー星は火山爆発が頻発したことで火山灰が太陽の光を遮って氷河期のように凍りついたため、新天地を求めて旅立った末の悲劇だった。宇宙や異星人に関する知識が豊富であり、非常に高い戦闘能力を有している。ワルダスターの宇宙忍者と同様に光る「影」に変身し壁をも抜けて高速移動しロボットすら破壊するなどの地球人とはかけ離れた怪力やテレポート等の超能力を発揮し、何度かワルダスターの刺客に襲われた天地局長を救った。変身能力を有しており、ワルダスターの宇宙忍者に化けたりもする。サンノー星人としての真の姿は地球人とは異なる姿である。そのため、アンドローは地球で行動するために地球人に変身しており、勿論「アンドロー梅田」という名前も地球人としての仮の名。
天地局長にその能力を買われスペースナイツの一員になった。最初はサンノー星に帰るため、ワルダスターの宇宙船を入手することを目的にしていた。地球人に対して批判的であり、異星人イコール悪という偏見と父親を殺された復讐心に囚われる城二に特に批判的（彼を「単細胞」と評する）だったが、掛け替えのない存在を殺された彼に対する同情心もあり致命的な対立には至らなかった。次第に地球人との友情を心に芽生えさせ、地球と城二にサンノー星の未来を託し身命を賭して戦うようになる。サンノー星も苦難の道を歩んだ星であり、第8話「宇宙の食人草」でワルダスターの送り込んだ食人植物グリーントラップもかつて祖先を苦しめた存在で、特殊ウィルスを開発して体内に取り入れたという伝説があることを思い出し、自身の血液を提供して地球を救った。また第11話では城二が敵性異星人だと決めつけて殺してしまった両親と仲間の復讐をしようとするカレン（声 - 田浦環）と城二との間で板挟みになり苦しむが、カレンを諭して復讐をやめさせ母星に帰還させてスペースナイツの仲間の元へ戻った。最終回では城二を信じて、ひろみやムータンと共にリープ航法で「第2の地球」を探索する旅に出発した。
仮名とはいえ通称は正しくは「アンドロー梅田」だが、エンディングクレジットで何度となく「アンドロ・梅田」と誤表記されることがある。正しく「アンドロー」と表記されているのは第1話 - 第3話、第10話のみ。
『ルパン三世』以外では数少ないテレビアニメのレギュラーキャラクターを山田が演じた作品である。SFアニメ作品に嫌悪感を示していた山田だが、ストーリー及びキャラクター設定が単なる勧善懲悪ではないことを承知してオファーに応じたという。
ムータン
声 - 小宮和枝
サンノー星のミュータント。ぬいぐるみのような可愛らしい小動物だが、人間と同等またはそれ以上の知能を持つ。アンドローと同じく「影」に変身するほか、目から熱光線を発射したり鋭い聴覚といった超能力を持っており、それを活かしての偵察などを行う。同郷のアンドローとは仲が良く、スペースナイツの一員のひろみと一緒に行動することが多い。アリ星人のばら撒く病原菌の毒を解毒する成分を有する植物クラムを好んで食べることから、第16話「ミクロ・アリ星人」では自身の血液により血清が作られた。放送当時発売されたかるたには、初期デザインで描かれていた。犬が苦手。
名前の由来はミュータントの「ミュータン」から。

### 地球
天地宗蔵（あまち　そうぞう）
声 - 内海賢二
宇宙開発センター局長。名前の由来は「天地創造」。城二の父、南恒星とは旧知の仲で、城二にとってよき理解者である。普段はダブルのスーツを着用している。
滅びかけている地球から人類を救うため、第2の地球を発見し移住するスペースフロンティア計画を発案した。突如飛来したワルダスターの襲撃から人類を守るため、自ら結成したスペースナイツに命令を下す。ペガス、テッカマン等の開発者でもある。リープ航法の開発とスペースフロンティア計画に心血を注ぐ。
研究等に没頭すると自身のすぐ近くに対してすら注意力が無くなり、ワルダスターの刺客に襲われた所をアンドローが救ったことに事が済むまで気づかず、食人植物が一夜にして地球全土を覆ったことにクリングに告げられるまで知らなかったという迂闊な面がある。最終話、リープ航法メカの量産化に成功するも成否不明であるメカのテストを兼ねて、地球から4.3光年、リープ航法で2週間ほどかかるケンタウルスの近くにある大気0.9気圧、酸素含量24%、重力0.95G、主星（恒星）からの距離が1億7千kmの惑星。月こそ無いが、陸と海の比率は1/2の「第2の地球」候補の惑星探査にスペースナイツを送り出す。
南恒星（みなみ こうせい）
声 - 鈴木泰明
南城二の父親、宇宙船スペースエンジェル号のキャプテン。第1話でワルダスターの襲撃により戦死した。没になった第3クール以降の構成案ではワルダスターの手によって洗脳され、ワルダスター側のテッカマンとして息子の城二相手に悲劇の親子対決をする予定だった（LD-BOX解説書より）。
クリング
声 - 徳丸完
環境破壊と汚染により地球の死滅が確定するまで実行されたクリーンアース計画の最高責任者。
平（たいら）
声 - 伊武雅之
天地局長の従兄弟。平和的解決を望んでワルダスターの元に特使として赴くが、彼らの凶悪さについての認識不足から虐殺されてしまう。
勝（まさる）
声 - 浅井淑子
出稼ぎの父親の帰りを待つ8歳の少年。第24話「砕け! 魔のお化けメカ」で、公害によりゴーストタウンと化した「サンドリバータウン」に住む少年。住人は他にはいないゴーストタウンだが、出稼ぎの父親を迎えようと1人で待ち続けていた。謎の群発地震を調査すべく訪れたスペースナイツを最初は謎の敵の一味かと誤解して襲うが、それが誤解だと気づいて窮地に陥った城二らを救う。鳥形のドローンを愛用している。
無鉄砲な一面があり、最終話「勝利のテッカマン」で基地に残るという約束を破ってブルーアース号に忍び込もうとしたのをワルダスターの手先に襲われ、城二に厳しく叱責され悔い改めて出撃するスペースナイツを送り出す。
苗字は「ホクト」だが、漢字は不明である。

### ワルダスター
宇宙帝王ドブライ
声 - 桑原たけし
ワルダスターの頂点に立つ存在。人間とは全く異なる姿である（エネルギー生命体ではないかという憶測もあるが、定かではない）。常に映像だけで現れ、その実態は不明である。ランボスの醜態に何度も激怒してお仕置きするが、あまりの失敗続きに逆に呆れ果てて絶句することもあった。没となった第3クール以降の構成案では宇宙帝王ドブライの実態が明かされる予定だった（LD-BOX解説書より）。
プレイステーション用格闘ゲーム『タツノコファイト』では登場時に「テックセッター」という掛け声でゲームオリジナルのプロテクター状のパーツを装着してテッカマンとなって戦う。必殺技はボルテッカ。
ランボス
声 - 滝口順平
悪党星団ワルダスター団長。黄色い小男の異星人。冷酷で尊大だが、宇宙帝王ドブライに対しては卑屈であり、作戦が失敗する度に土下座して「ごめんなちゃい」と謝るなど、滑稽な一面も持つ。
第二話では地球からの話し合いの使者を通じて「地球の科学の全貌を調べろ」というドブライの命令を聞かずに使者を一方的に全滅させるなど、リープ航法を開発出来ない地球を侮っていたが、テッカマンに敗北を続けた事で考えを改める。
度々地球の要人に化けて地球人を罠に陥れようとする。自身の失敗は必死にドブライに許しを請うのに対し、部下の失敗は即座に処刑する身勝手さを持つ。
ワルダスター兵士
ドブライが支配した惑星の住人を利用し、自分の兵士に仕立てたいわゆる雑用兵。皆同じ姿をしている。多くはドブライ直属の団長、ランボスの配下にある。
宇宙忍者
ワルダスターの特殊部隊に属する偵察・暗殺集団。隠密能力を駆使して宇宙開発センターに忍び込んだり、城二暗殺を仕掛けたりした。しかし、同じ能力を持ったアンドローが地球側についたため、天地局長暗殺を仕掛けても失敗してしまう。

### その他
ナレーター
声 - 中江真司

## 登場メカ

### 登場メカ（スペースナイツ）
ペガス
声 - 徳丸完
テックセットシステムを内蔵したロボット。天地局長が3年の歳月をかけて完成させた。人工知能を持ち、言葉も話すことができる。2本の足の中に人を入れるスペース（セッタールーム）があり、中に入れた人間をテッカマンに変身させる。変身後のテッカマンは球状の胴体を経て背中のハッチから外に出る。名前の由来は天馬ペガサス (Pegasus) のフランス語読み。
戦闘ではテッカマンを乗せる「馬」の役割を果たす。メインスラスターは手の指。そんな設計にもかかわらず足は足として、手の指もまた指として機能している。単独で大気圏離脱を行うこともできるが、緊急時以外は使用することはない。対ガニラ（後述）用にバリアコーティングを施されたこともある。
第23話にてボルテッカ三段返しを使用したテッカマン=城二が仮死状態になった際に甦生処置を施したが、その影響でシステムの限界を超えてしまったため、その直後に中破。天地局長たちの尽力により新型のテックセットシステムを搭載され復活。スペースナイツの一員。
ブルーアース号
滅びゆく「青い地球」という皮肉な名前をもった宇宙船。大気圏内では本体のイオンロケットを利用して飛行するが、宇宙では地球の衛星軌道上に待機している光子ロケットとドッキングして航行する。自律航行が可能で、パイロットが目標地点となる座標を口頭で伝えるだけでそこへ向かうことができる他、パイロットの軽食なども作ることができる。ワルダスターの小型宇宙戦闘機を迎撃できる強力な武装をもつ。機内に小型の戦闘機を2機搭載している（劇中では大気圏内でのみ使用している）。コックピットは360度回転が可能で常に水平を保つ。そのため、たとえ垂直着陸をしても上向きになることはない。スペースナイツ及びペガスが搭乗し、ペガス-テッカマンの母船としても機能する。なおテックセットシステムはペガスがブルーアース号より発進している際に作動していることが多い。
発進時にはカタパルトと二段式切り離しブースターを使用して大気圏を離脱するが、カタパルトなしでも大気圏離脱は可能。最終話では、惑星探査とリープ航法メカのテストのために出動した。

### 登場メカ（ワルダスター）
宇宙船
黄色の機体でエイに似た外見をしており、ワルダスターの主力として無数に登場する。
エイの尻尾にあたる部分から虹色の光線を放つが、これは単純な破壊光線では無く、命中した箇所を切断したように破壊する特徴がある。また尻尾の部位は巻き付けてテッカマンを捕らえる事も出来る。
第一話で城二の父親の載ったスペースエンジェル号を破壊するなど、ブルーアース号を除く地球側の宇宙船を圧倒する戦力がある。
大型宇宙船
多数の宇宙船を収容している。全体に紫色でキノコに似た外見の大型の機体。
要塞空母
ランボスが指揮をする巨大な宇宙要塞であり、無数のワルダスター宇宙船を収容している。
リープ能力があり危機に陥るとリープで逃走する。
最終回はこの要塞空母にテッカマンが突入するところで完結している。
偽ペガス
10話登場。盗み出したペガスの設計図を元にワルダスターが建造した偽物メカだが、カラーリングや細部がやや異なる以外は、本物と同じ性能を持ち、テックセットシステムも完全な状態で組み込まれている（テックセット時の鎖帷子、プロテクターの装着パターンは、オリジナルと異なる）。しかし、ワルダスター側の兵士ではテックシステムに適合できなかったため、捕虜としていた「テッカマン隊」の少年・ビリー（声：塩屋翼）を洗脳して、半ば無理矢理テッカマンに変身させた。
日本のアニメ・特撮作品においては、「主人公と同じ性能を持つ敵メカ・敵キャラとの対決」は大きな見せ場の一つだが、本作では敵のテッカマンが洗脳された地球人（味方）であり、無闇と倒すことができないというジレンマも抱えたストーリーとなった。
後のエピソードで予定されていた、「ワルダスター側のテッカマンとの対決」に向けた伏線とも言えるメカだが、10話では城二とビリーの力量の差もあり、大きな戦果を得ることなく敗退した。ワルダスターの兵士（工場員）は再建造も目論んでいたが、「同じ手が二度と通用するものか」と、ランボスに一喝され、退けられた。
ガニラ
声 - 西村知道
20話で初登場。ランボスがペガス撃破のために生み出した宇宙ロボット。かに星雲で建造されたためガニラの名を与えられた。
頭部と胸部に内蔵された強力な熱光線砲と、その名の通りカニを連想させる両腕の爪が主な武器。頭部の熱光線は、頭が後方に倒れて現れる、単眼状のレンズから発射される。胸部の熱光線は、胸部プロテクターの下に隠されており、発射時にはプロテクターが左右にスライドして開く。
それまでの「やられメカ」的なワルダスターのメカとは、明らかに格が違う強力なロボットで、ペガスと互角以上に戦える実力を持つ。スペースナイツも特に熱光線の威力に脅威を抱き、ペガスにバリアコーティングを臨時に施したほどだった（実際、威力を探らせるために向かわせたと思われるダミーのペガスは、熱光線一発で簡単に撃破されてしまった）。ランボス自ら搭乗したことでも、スペースナイツを驚かせた。
20話では敗退したが、その後もランボスの「専用機」的な扱いでしばしば登場。しかし、放送打ち切りもあってペガス、テッカマンとの再戦の機会は、遂に訪れなかった。
ガニラはワルダスター側のメカとしては唯一、玩具化（ナカジマ製作所・ウルトラ合金シリーズ）もされている。
シャンゲリラー
23話で登場。ドブライがランボスに下賜した宇宙空母。名前の由来は「シャングリラ」だが、スタイルはさそり座をモチーフとした、巨大なサソリの姿をしている。全体がほぼ透明で、肉眼でもレーダーでも姿を捉えることが難しい、一種のステルス性を有する（原理については、作中では解説されていない）。副次的にあらゆる攻撃を反射するシールド機能も持つ。
宇宙開発センターを襲撃し、これを徹底的に破壊。テッカマンやブルーアース号の武器もほとんど通用せず、大いに苦しめる。最後はテッカマン捨て身の「ボルテッカ三段返し」で撃破されるが、引き替えに城二を仮死状態に追い込み、間接的にペガスをも中破させた。

## スタッフ
- 製作 - 吉田竜夫
- 原作 - 竜の子プロ企画室
- 企画 - 鳥海尽三、陶山智
- 音楽 - ボブ佐久間
- 美術監督 - 中村光毅
- SF考証 - 小隅黎
- プロデューサー - 九里一平、宮崎慎一（NET）
- 総監督 - 笹川ひろし、鳥海永行
- キャラクターデザイン - 天野嘉孝
- 作画監修 - 二宮常雄
- メカニックデザイン - 大河原邦男
- 色彩設計 - 岡嶋国敏
- 編集 - 谷口肇
- 演出助手 - 広川和之
- 録音ディレクター - 本田保則
- 制作 - NETテレビ、タツノコプロ
- 協力 - 第一広告社

補足
宮崎慎一プロデューサーは、後期よりクレジット表記される。
OP・EDとも、局クレジットは「NETテレビ」だったが、NET番組で「NETテレビ」と表記されたのは唯一。

## 主題歌

### オープニングテーマ
「テッカマンの歌」
作詞 - 竜の子プロ文芸部 / 作曲 - 小林亜星 / 編曲 - ボブ佐久間 / 歌 - 水木一郎

### エンディングテーマ
「スペースナイツの歌」
作詞 - 竜の子プロ文芸部 / 作曲 - 小林亜星 / 編曲 - ボブ佐久間 / 歌 - 水木一郎、コロムビアゆりかご会
ビクターレコードから子門真人によるカバー版のレコードが発売されていた。

## 各話リスト
| 話数 | 放送日        | サブタイトル               | 脚本                | 演出       | 美術設定   |
| ---- | ------------- | -------------------------- | ------------------- | ---------- | ---------- |
| 1    | 1975年 7月2日 | 太陽の勇者                 | 鳥海尽三            | 鳥海永行   | 野々宮恒男 |
| 2    | 7月9日        | 悪党星団ワルダスター       | 酒井あきよし        | 笹川ひろし | 野々宮恒男 |
| 3    | 7月16日       | 影狩り宇宙人               | 陶山智              | 西牧秀雄   | 小杉光芳   |
| 4    | 7月23日       | スペース・ナイツ誕生       | 永田俊夫 鳥海尽三   | 原征太郎   | 野々宮恒男 |
| 5    | 7月30日       | アステロイド大作戦         | 永田俊夫            | 鳥海永行   | 小杉光芳   |
| 6    | 8月6日        | 月面アリ地獄               | 久保田圭司          | 笹川ひろし | 野々宮恒男 |
| 7    | 8月13日       | 宇宙輸送船K432             | 久保田圭司          | 鳥海永行   | 小杉光芳   |
| 8    | 8月20日       | 宇宙の食人草               | 久保田圭司          | 笹川ひろし | 小杉光芳   |
| 9    | 8月27日       | 宇宙忍者シノビーノ         | 郡幸司              | 鳥海永行   | 野々宮恒男 |
| 10   | 9月3日        | わんぱくテッカマン隊大活躍 | 永田俊夫            | 原征太郎   | 小杉光芳   |
| 11   | 9月10日       | 失われた宇宙船             | 堀田史門            | 鳥海永行   | 野々宮恒男 |
| 12   | 9月17日       | 激突! ロボット軍団         | 坂本ひろし 鳥海尽三 | 九里一平   | 小杉光芳   |
| 13   | 9月24日       | 決死の宇宙海戦             | 永田俊夫            | 鳥海永行   | 野々宮恒男 |
| 14   | 10月3日       | せまる巨大惑星             | 久保田圭司          | 九里一平   | 野々宮恒男 |
| 15   | 10月8日       | 地球人ぜんめつ作戦         | 永田俊夫            | 九里一平   | 小杉光芳   |
| 16   | 10月15日      | ミクロ・アリ星人           | 田口章一            | 大貫信夫   | 野々宮恒男 |
| 17   | 10月22日      | 宇宙怪鳥ヒヨクダー         | 久保田圭司          | 九里一平   | 野々宮恒男 |
| 18   | 10月29日      | 大回転・テックランサー     | 永田俊夫            | 鳥海永行   | 小杉光芳   |
| 19   | 11月5日       | 宇宙ランド作戦             | 久保田圭司          | 大貫信夫   | 野々宮恒男 |
| 20   | 11月12日      | 宇宙ロボット・ガニラ       | 永田俊夫            | 鳥海永行   | 野々宮恒男 |
| 21   | 11月19日      | 対決! ぼうけん少女         | 久保田圭司          | 原征太郎   | 小杉光芳   |
| 22   | 11月26日      | アンドロー危機いっぱつ     | 堀田史門            | 大貫信夫   | 野々宮恒男 |
| 23   | 12月3日       | ボルテッカ三段返し         | 久保田圭司          | 鳥海永行   | 小杉光芳   |
| 24   | 12月10日      | 砕け! 魔のお化けメカ       | 陶山智              | 九里一平   | 野々宮恒男 |
| 25   | 12月17日      | ちびっ子勇者の挑戦         | 永田俊夫            | 鳥海永行   | 小杉光芳   |
| 26   | 12月24日      | 勝利のテッカマン           | 陶山智 鳥海永行     | 鳥海永行   | 野々宮恒男 |

※堀田史門は酒井あきよしのペンネーム。

## 放送局
| 放送対象地域  | 放送局           | 放送日時           | 系列                                  | 脚注                  |
| ------------- | ---------------- | ------------------ | ------------------------------------- | --------------------- |
| 関東広域圏    | NETテレビ        | 水曜 19:00 - 19:30 | NET系列                               | 制作局 現：テレビ朝日 |
| 宮城県        | 東日本放送       | 水曜 19:00 - 19:30 | NET系列                               | [ 注 2 ]              |
| 福島県        | 福島中央テレビ   | 水曜 19:00 - 19:30 | 日本テレビ系列 NET系列                |                       |
| 広島県        | 広島ホームテレビ | 水曜 19:00 - 19:30 | NET系列                               |                       |
| 北海道        | 北海道テレビ     | 土曜 17:30 - 18:00 | NET系列                               |                       |
| 青森県        | 青森放送         | 土曜 17:25 - 17:55 | 日本テレビ系列 NET系列                |                       |
| 岩手県        | テレビ岩手       | 土曜 17:30 - 18:00 | 日本テレビ系列                        |                       |
| 秋田県        | 秋田放送         | 月曜 17:30 - 18:00 | 日本テレビ系列                        | 約6か月遅れネット。   |
| 山形県        | 山形テレビ       | 水曜 17:30 - 18:00 | フジテレビ系列                        |                       |
| 新潟県        | 新潟総合テレビ   | 火曜 18:00 - 18:30 | フジテレビ系列 日本テレビ系列 NET系列 | 現：NST新潟総合テレビ |
| 山梨県        | テレビ山梨       | 土曜 18:00 - 18:30 | TBS系列                               |                       |
| 長野県        | 長野放送         | 日曜 9:30 - 10:00  | フジテレビ系列                        |                       |
| 静岡県        | 静岡放送         | 土曜 17:30 - 18:00 | TBS系列                               |                       |
| 石川県        | 北陸放送         | 木曜 16:55 - 17:25 | TBS系列                               |                       |
| 中京広域圏    | 名古屋テレビ     | 土曜 17:00 - 17:30 | NET系列                               | [ 注 3 ]              |
| 近畿広域圏    | 朝日放送         | 金曜 17:00 - 17:30 | NET系列                               | 現：朝日放送テレビ    |
| 香川県        | 瀬戸内海放送     | 土曜 17:15 - 17:45 | NET系列                               |                       |
| 鳥取県 島根県 | 山陰中央テレビ   | 月曜 18:00 - 18:30 | フジテレビ系列                        |                       |
| 愛媛県        | テレビ愛媛       | 金曜 17:55 - 18:25 | フジテレビ系列                        |                       |
| 福岡県        | 九州朝日放送     | 金曜 17:00 - 17:30 | NET系列                               |                       |
| 長崎県        | テレビ長崎       | 土曜 16:55 - 17:25 | フジテレビ系列 日本テレビ系列         |                       |
| 熊本県        | テレビ熊本       | 木曜 17:00 - 17:30 | フジテレビ系列 日本テレビ系列 NET系列 |                       |
| 大分県        | テレビ大分       | 土曜 18:00 - 18:30 | フジテレビ系列 日本テレビ系列 NET系列 |                       |
| 宮崎県        | テレビ宮崎       | 木曜 17:55 - 18:25 | フジテレビ系列 日本テレビ系列 NET系列 |                       |
| 鹿児島県      | 鹿児島テレビ     | 火曜 17:20 - 17:50 | フジテレビ系列 日本テレビ系列 NET系列 |                       |
| 沖縄県        | 沖縄テレビ       | 日曜 10:00 - 10:30 | フジテレビ系列                        |                       |

- 本番組はローカルセールス枠で放映されたため、地域によって放送時間が異なった。
- 近畿広域圏では、前番組『'75びっくり人間登場』まで、独立放送局のサンテレビ・KBS京都・テレビ和歌山で放送していたが、本番組開始直前の毎日放送とのネットチェンジによる編成見直しもあり、朝日放送での放送となった。

## 関連作品
ゲームアプリ
2012年9月4日、コムシードによりDeNAが運営するMobageにて、本作の100年後の世界を描いたソーシャルゲーム『宇宙の騎士テッカマンXross -ナイツ オブ リベリオン-』がサービス提供され、約5ヵ月後の2013年1月31日にサービス終了となった。

## 客演作品
タイムボカン王道復古
1994年に発表されたタイムボカンシリーズのOVA。テッカマンがタツノッコン王国の住民として登場。声はオリジナルと同じ森功至が演じている。森はガッチャマンの大鷲の健と二役。ドロンボーメカ「ロリコンダー」をワルダスターと勘違いしたテッカマンの一撃によりロリコンダーは「セーラームンムン」に変身し、テッカマンはキャシャーンともどもそのセーラームンムンの猿芝居に騙されて退却している。
世紀末伝説ワンダフルタツノコランド 円盤星人UBO
1999年12月31日に放映されたTBS系列年末特番「年越し38時間生放送・超える!テレビ」番組内で流されたアニメ。タツノコヒーローの一人としてゲスト登場し、ハクション大魔王やドロンジョ一味が中心だったため、単なるボケキャラと化していた。
タツノコファイト
2000年10月5日に発売されたゲーム作品。テッカマン/南城二、アンドロー梅田、宇宙帝王ドブライがプレイヤーキャラクターとして登場。ドブライはゲームオリジナルのテックセット姿で登場。声はオリジナルキャストが演じているが、アンドロー梅田は山田康雄が既に逝去していたため野沢那智が代役を務めている。
タツノコ VS. CAPCOM
2008年12月11日に発売されたゲーム作品。テッカマンがプレイヤーキャラクターとして登場。
「TATSUNOKO VS. CAPCOM ULTIMATE ALL-STARS」では後述のテッカマンブレードとも共演。

## 備考
本作におけるスペースナイツの諒解呼称は「ラン・サー (Run Sir)」であり、本来は「アイ（・アイ）・サー (Aye(Aye) Sir)」と同じような海洋系由来のもので、「実行します」というような意味を持つ。『タイムパトロール隊オタスケマン』の了承呼称「パトランサー」は、これに由来する。「 - ブレード」でもこの語は使用されており（Dボゥイのテックセット時にブレードペガスが呼応するときなど）、本作との共通点のひとつになっている。